# Diamond (àlbum de 12012)
Diamond és un àlbum de 12012. L'àlbum fou el seu debut a una discogràfica important, després de traslladar-se a Universal Music. L'àlbum està disponible en dos tipus d'edicions, una normal i una edició especial; la normal conté un bonus track i l'especial, un muntatge de com-s'ha-fet en DVD, el vídeo musical per "Diamond", com també un directe en vídeo i un pòster promocional.

## Llista de temes
1. "Mr.Liar" – 3:34
2. "The Moon" – 4:33
3. "Screen Out" – 3:25
4. "Last Time" – 4:41
5. "Shine" – 3:37
6. "Empire of the Lagoon" – 3:49
7. "24 Hours" – 3:54
8. "Dispute" – 3:35
9. "Cyclone" (サイクロン) – 4:34
10. "Once Again" – 6:18
11. "Secret Festival" – 4:23
12. "Diamond" (ダイヤモンド) – 4:06
13. "Dream Arch" – 2:55 *

* No en l'edició especial